# Казахская Автономная Социалистическая Советская Республика

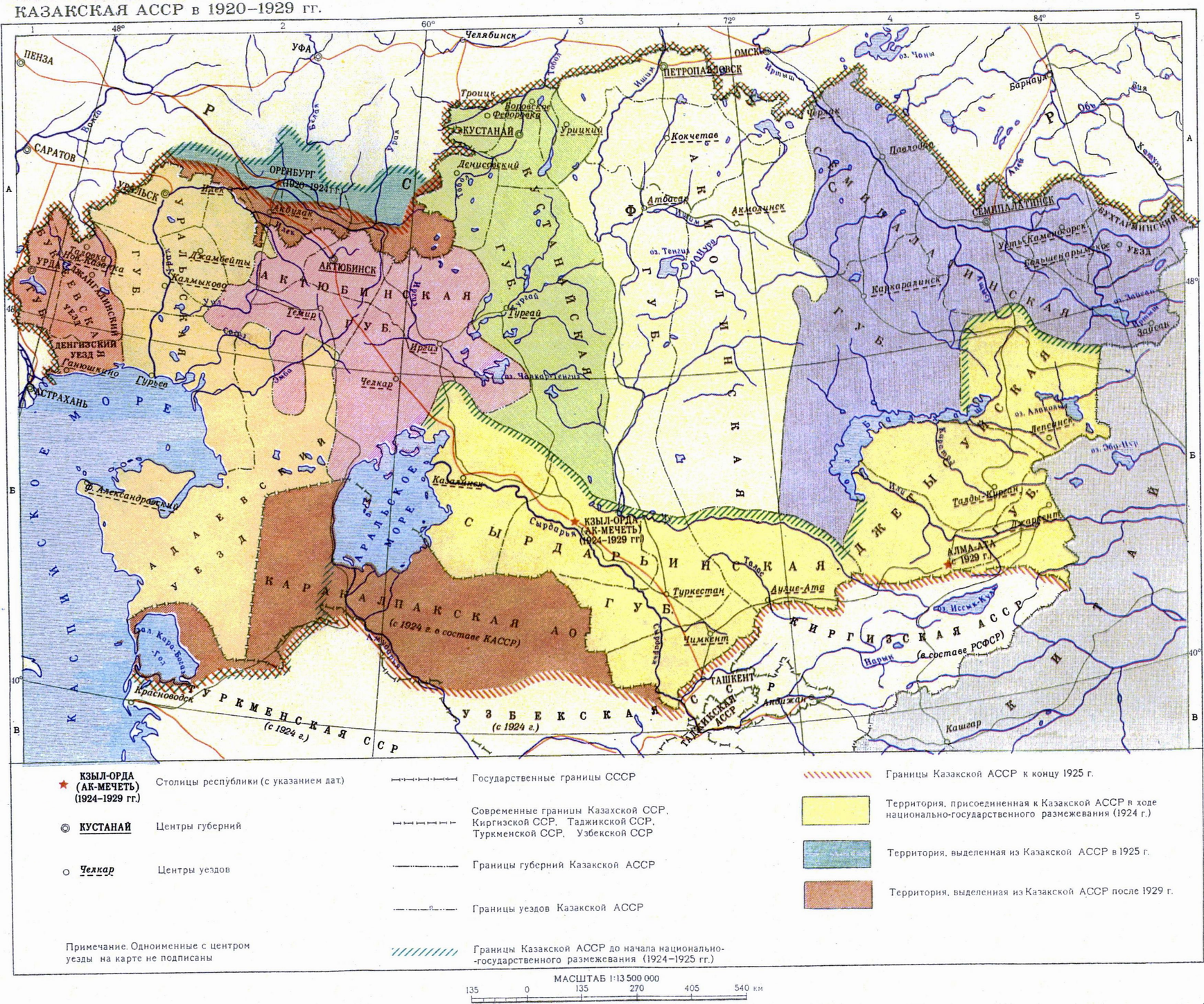
Изменение территории Казакской АССР с 1920 по 1930 годы

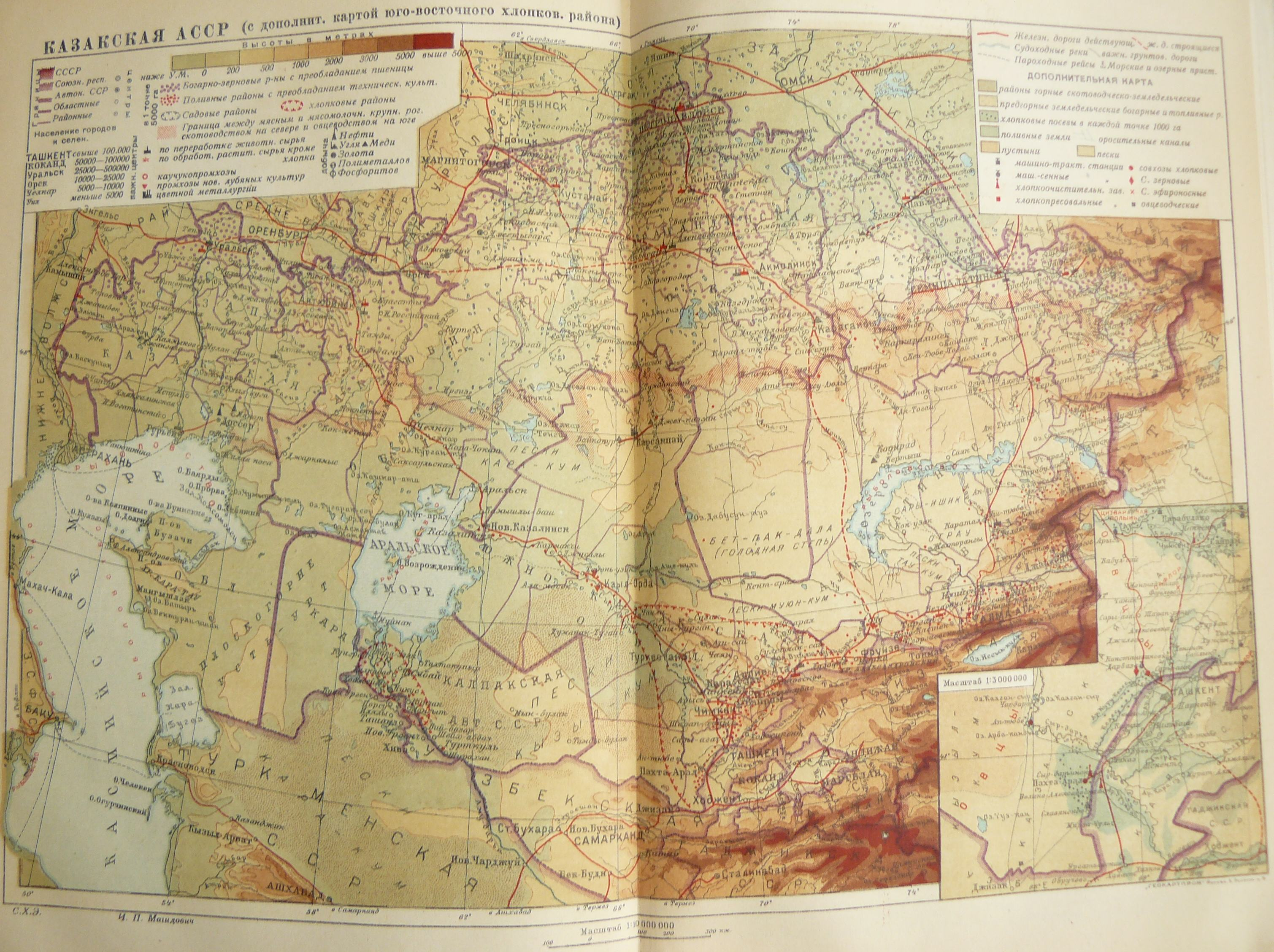
Казахская АССР в 1932 году

Каза́хская Автоно́мная Социалисти́ческая Сове́тская Респу́блика (Казахская АССР, КазАССР, КАССР, Казахстан — с февраля по декабрь 1936 года; ранее с июня 1925 года по февраль 1936 года — Казакская Автономная Социалистическая Советская Республика, Казакская АССР, Казакстан) (каз. Қазақ Автоном Социалисттік Советтік Республикасы, Қазақстан) — казахская национальная автономия, административно-территориальная единица в составе РСФСР на территории современного Казахстана (15 июня 1925 — 5 декабря 1936).
Административный центр КазАССР — Кзыл-Орда (до 24 июля — Ак-Мечеть)  (1925—1929), с 1929 года — Алма-Ата.
Ранее именовалась — Автономная Киргизская Социалистическая Советская Республика (26 августа 1920 — 15 июня 1925); с центром в Оренбурге, с 9 февраля 1925 года — в Ак-Мечети.

## Наименование
Прежнее наименование — Автономная Киргизская Социалистическая Советская Республика (1920—1925), было обусловлено тем, что до революции казахов в России называли киргизами или киргиз-кайсаками, а самих киргизов — кара-киргизами, бурутами, дикокаменными киргизами. Эта традиция сохранялась и в первые годы советской власти, поэтому первоначально республика получила название Киргизской АССР, тогда как киргизская автономия до мая 1925 года именовалась Кара-Киргизской.
В июне 1925, после национально-территориального размежевания Средней Азии, республика уже в ином территориальным составе была переименована в Казакскую Автономную Советскую Социалистическую Республику, с принятым изменением русского наименования казахского этноса — «казаки».
В феврале 1936 года вновь было изменено русское наименование казахского этноса — принято современное написание «казахи», республика соответственно получила русское наименование Казахская АССР. Впоследствии в советской историографии закрепилось название «Казахская АССР»; данное название используется в современных российских и казахстанских изданиях. 
После преобразования в декабре 1936 года республики в союзную — Казахская Советская Социалистическая Республика.

## История
26 августа 1920 года Председатель СНК РСФСР Ленин и Представитель ВЦИК Калинин подписали декрет ВЦИК и СНК РСФСР «Об образовании Автономной Киргизской Социалистической Советской Республики», согласно которому в составе РСФСР была создана Киргизская АССР. 9 февраля 1925 года решением ЦИК Киргизской АССР столица была перенесена из Оренбурга на Сырдарью, в город Ак-Мечеть. 6 апреля 1925 года решением ВЦИК Оренбургская губерния (ранее включенная в состав Киргизской АССР из РСФСР) была выведена из состава Казахстана и возвращена в непосредственное подчинение РСФСР. На Пятом съезде Советов Республики, проходившем 19 апреля 1925 года в городе Ак-Мечеть, было принято решение о переименовании Киргизской АССР в Казахскую АССР, а места пребывания её правительства город Ак-Мечеть — в Кзыл-Орду. 
Декретом ВЦИК от 15 июня 1925 года «О переименовании Киргизской Автономной Социалистической Советской Республики в Казакскую Автономную Социалистическую Советскую Республику» республика была переименована. Город Ак-Мечеть Постановлением ЦИК СССР от 24 июля 1925 года был окончательно переименован в Кзыл-Орду.
24 октября 1927 года Ток-Суранская волость была передана в состав Оренбургской губернии.
В мае 1929 года столица республики была перенесена в Алма-Ату.
В августе 1928 года были ликвидированы все губернии Казакской АССР, а её территория разделена на 13 округов и районы.
20 июля 1930 года Кара-Калпакская АО была выведена из состава Казакской АССР и подчинена непосредственно РСФСР (1932 году трансформированная в Каракалпакскую АССР, после 5 декабря 1936 года в результате принятия Конституции СССР и образованию союзных республик, передана Узбекской ССР).
В марте 1932 года территория республики была разделена на шесть больших областей:
- Актюбинская область (центр — Актюбинск);
- Алма-Атинская область (центр — Алма-Ата);
- Восточно-казахская область (центр — Семипалатинск);
- Западно-казахская область (центр — Уральск);
- Карагандинская область (центр — Петропавловск);
- Южно-казахская область (центр — Чимкент).

В 1932 году вся территория вдоль залива Кара-Богаз-Гол, до этого входившая в состав Казакской АССР, передана в состав Туркестанской ССР.
В декабре 1934 участок территории на северо-западе республики был передан вновь образованной Оренбургской области.
5 февраля 1936 года, «в соответствии с казахским произношением слова "қазақ" и производных от него слов», в русском произношении и письменном обозначении было установлено именование республики как Казахской АССР.
С принятием 5 декабря 1936 года новой Конституции СССР статус Казахской АССР был повышен до союзной республики, она была выведена из состава РСФСР и преобразована в Казахскую Советскую Социалистическую Республику.

## Становление столицы

### Кзыл-Орда
В 1925 году ко времени назначения центром Республики и переименования в Кзыл-Орду накануне переезда правительства, городское поселение переживало длительный период упадка. Он обозначился ещё после Первой русской революции и особенно усилился после Октябрьской. Обветшавший город с населением в 10 тыс. человек был крайне запущен. Всего в городе на 1925 год имелось 941 домовладение из которых 126 были муниципализированы, предстояло же разместить 83 госучреждения и 1300 сотрудников с семьями.
Вскоре стало очевидно, что в связи с крайне суровыми и резкими погодными условиями, запыленностью и подверженностью населения болезни туберкулёза, строительство столицы нужно сворачивать и переносить её в другое место.

## Площадь и население
В 1929 году, когда Кара-Калпакская АО ещё оставалась в составе Казакской АССР, площадь республики составляла 2 983 564 км². Площадь (на 15-е ноября 1930 г., после вывода из состава Казакской АССР Кара-Калпакской АО) площадь составляла 2 852 619 км². Население на 1 апреля 1930 г. (вместе с Кара-Калпакской АО) оценивалось в 7 077,6 тыс. человек.
На 1 января 1933 года население Казакской АССР (без Кара-Калпакской АО) оценивалось в 6 796,6 тыс. человек, в том числе 1 171,0 тыс. городского населения (17,2 %) и 5 625,6 тыс. сельского (82,8 %).

### Границы
В 1932 году Казакская АССР на западе граничила с Нижневолжским краем, на северо-западе — со Средневолжским краем, на севере — с Уральской областью, на северо-востоке — с Западно-Сибирским краем, на юге — с Киргизской АССР и советскими республиками Средней Азии, на юго-востоке — с Китаем.

## Экономика и транспорт
Доля промышленного производства в валовом продукте в 1931 году составляла 36,8 % (18,4 % в 1927/28 хозяйственном году). На 1931 год насчитывалось более 40 млн га пригодных к пахоте земель (из которых использовалась незначительная часть — 5,6 млн га в 1932 году), 10 млн га сенокосов, 95 млн га выгона и 40 млн га пастбища. В начале первой пятилетки Казакстан давал до 10 % заготовок зерновых (преимущественно пшеницы) по СССР. В 1932 году было коллективизировано 66 % хозяйств и 85,6 % посевных площадей в 5120 колхозах (в 1928 году коллективизация охватывала 4 % хозяйств), а также организовано около 300 совхозов, из которых большинство скотоводческие. К началу 1933 года было создано 75 МТС и 160 МСС (машинно-сенокосных станций на гужевом ходу) и 5 МСС с тракторами.
Протяжённость железных дорог в 1932 году составляла 5474 км (3241 в 1927 году).

## Административное деление с 31 января 1935 года
Постановлением ВЦИК было принято новое административно-территориальном деление Казакской АССР:
Карагандинская область
1) Вишневский, 2) Зерендинский, 3) Калининский, 4) Красноармейский, 5) Макинский, 6) Молотовский, 7) Полудинский, 8) Приишимский, 9) Пресногорьковский, 10) Айртаусский, 11) Акмолинский, 12) Арык-Балыкский, 13) Атбасарский, 14) Булаевский, 15) Бейнеткорский, 16) Есильский, 17) Карагандинский (город), 18) Кзыл-Туусский, 19) Кокчетавский, 20) Кургальджинский, 21) Ленинский, 22) Мамлютский, 23) Нуринский, 24) Петропавловский (город), 25) Пресновский, 26) Рузаевский, 27) Сталинский, 28) Тельманский, 29) Тонкерейский, 30) Щукинский, 31) Энбекшильдерский, 32) Эркеншиликский.
Восточно-Казакстанская область
1) Аксуатский, 2) Б. Нарымский, 3) Бухтарминский, 4) Предгорнинский, 5) Самарский, 6) Урлютюбский, 7) Лозовский, 8) Абралинский, 9) Бель-Агачский, 10) Бишкарагайский, 11) Джарминский, 12) Зайсанский, 13) Зыряновский, 14) Иртышский, 15) Катон-Карагайский, 16) Кировский (б. Усть-Каменогорский), 17) Кокпектинский, 18) Курчумский, 19) Максимогорьковский, 20) Павлодарский, 21) Риддерский, 22) Семипалатинский, 23) Тарбагатайский, 24) Уланский, 25) Цюрупинский, 26) Шемонаихинский, 27) Чингиставский.
Алма-Атинская область
1) Каскеленский, 2) Красногорский, 3) Маканчинский, 4) Саркандский, 5) Уйгурский, 6) Алма-Ата (город), 7) Андреевский (б. Лепсинский), 8) Аксуйский, 9) Аягузский, 10) Алакульский, 11) Балхашский, 12) Бурлю-Тюбинский, 13) Джаркентский, 14) Илийский, 15) Каратальский, 16) Кугалинский, 17) Кастекский, 18) Кегенский, 19) Курдайский, 20) Октябрьский, 21) Талды-Курганский, 22) Урджарский, 23) Чуйский, 24) Чиликский, 25) Чубартавский, 26) Энбекши-Казакский.
Актюбинская область
1) Мартукский, 2) Ново-Российский, 3) Актюбинск (город), 4) Аральский, 5) Батбакаринский, 6) Джетыгаринский, 7) Иргизский, 8) Кустанайский, 9) Карабалыкский, 10) Ключевой, 11) Мендыгаринский, 12) Семиозерный, 13) Степной, 14) Тургайский, 15) Темирский, 16) Табынский, 17) Уильский, 18) Убаганский, 19) Фёдоровский, 20) Хобдинский, 21) Челкарский.
Западно-Казакстанская область
11) Бурлинский, 2) Каратюбинский, 3) Приуральский, 4) Сламихинский, 5) Гурьевский, 6) Джангалинский, 7) Денгизский, 8) Джаныбекский, 9) Джамбейтинский, 10) Жилокосинский, 11) Испульский, 12) Казталовский, 13) Каменский, 14) Лбищенский, 15) Мангиставский, 16) Теректинский, 17) Тайпакский, 18) Уральск (город), 19) Урдинский, 20) Чингирлаурский.
Южно-Казакстанская область
1) Тюлькубасский, 2) Шаульдерский, 3) Аулиэ-Атинский, 4) Арысский, 5) Бостандыкский, 6) Джувалинский, 7) Келесский, 8) Кзыл-Ордынский, 9) Каратасский, 10) Казалинский, 11) Кармакчинский, 12) Кзыл-Кумский, 13) Карсакпайский, 14) Ленгеровский, 15) Меркенский, 16) Пахта-Аральский, 17) Сузакский, 18) Сайрамский, 19) Сары-Суйский, 20) Туркестанский, 21) Таласский, 22) Чаяновский, 23) Чимкент (город), 24) Яны-Курганский.
Каркаралинский округ
1) Баян-Аульский, 2) Жана-Аркинский, 3) Каркаралинский, 4) Прибалхашский, 5) Коунрадский, 6) Кувский, 7) Четский.